# Montesarchio
Montesarchio község (comune) Olaszország Campania régiójában, Benevento megyében.

## Fekvése
A megye déli részén fekszik. Határai: Apollosa, Bonea, Cervinara, Rotondi, San Martino Valle Caudina és Tocco Caudio.

## Története
Monteschiaro az ókori Caudium nevű,  a szamniszok egyik törzsének, a caudinusoknak a városa helyén épült. Először i. e. 321-ben említik, mint a római seregek egyik táborhelyét a szamnisz háborúk során. A pun háborúk során nem tesznek róla említést, ami arra utal, hogy a rómaiak valószínűleg korábban elpusztították. A Via Appia egyik fontos állomása volt Beneventum és Capua között. Első írásos említése 1073-ból származik. 
A 19. században nyerte el önállóságát, amikor a Nápolyi Királyságban felszámolták a feudalizmust.

## Népessége
A népesség számának alakulása:

## Főbb látnivalói
- Castello
- Santa Maria delle Grazie-templom
- Santa Maria della Purità-templom
- San Francesco-templom
- Madonna dell’Annunziata-templom
- San Nicola-apátság
- SS. della Trinità-templom

## Testvérvárosok
- La Garde, Franciaország (1977)
- Betlehem, Palesztina (2006)
- Torre del Greco, Olaszország (2008)